# Seznam měst v Kostarice
Toto je seznam měst v Kostarice.
Zdaleka největší aglomerací v Kostarice je San José, kde 1. ledna 2006 žilo 1 611 616 obyvatel, což představuje asi čtvrtinu obyvatelstva celé země.
V následující tabulce jsou uvedena města nad 20 000 obyvatel, výsledky sčítání obyvatelstva z 10. června 1984 a 28. června 2000, odhady počtu obyvatel k 1. lednu 2006 a provincie, do nichž města náleží. Počet obyvatel se vztahuje na město v úzkém slova smyslu (geografický obvod města), nikoliv na město ve smyslu politickém. Města jsou seřazena podle velikosti.
| Města v Kostarice | Města v Kostarice        | Města v Kostarice   | Města v Kostarice   | Města v Kostarice  | Města v Kostarice |
| Pořadí            | Město                    | sčítání v roce 1984 | sčítání v roce 2000 | odhad pro rok 2006 | Provincie         |
| ----------------- | ------------------------ | ------------------- | ------------------- | ------------------ | ----------------- |
| 1.                | San José                 | 241 464             | 309 672             | 339 588            | San José          |
| 2.                | Puerto Limón             | 33 925              | 55 667              | 64 285             | Limón             |
| 3.                | San Francisco            | 11 557              | 40 840              | 59 484             | Heredia           |
| 4.                | Alajuela                 | 29 273              | 42 889              | 48 366             | Alajuela          |
| 5.                | Liberia                  | 12 335              | 34 469              | 47 906             | Guanacaste        |
| 6.                | Paraíso                  | 10 917              | 30 049              | 41 936             | Cartago           |
| 7.                | Desamparados             | 43 352              | 36 437              | 39 704             | San José          |
| 8.                | San Isidro de El General | 14 529              | 28 527              | 36 258             | San José          |
| 9.                | Puntarenas               | 28 390              | 32 460              | 36 242             | Puntarenas        |
| 10.               | Curridabat               | 19 821              | 30 316              | 35 443             | San José          |
| 11.               | San Vicente de Moravia   | 24 661              | 31 693              | 34 947             | San José          |
| 12.               | San José de Alajuela     | n/a                 | 27 774              | 32 187             | Alajuela          |
| 13.               | Purral                   | n/a                 | 26 767              | 30 701             | San José          |
| 14.               | Turrialba                | 13 898              | 24 671              | 29 848             | Cartago           |
| 15.               | San Miguel               | 12 053              | 25 691              | 29 467             | San José          |
| 16.               | Aguacaliente             | n/a                 | 25 382              | 29 140             | Cartago           |
| 17.               | San Rafael Abajo         | 11 555              | 22 481              | 28 490             | San José          |
| 18.               | Quesada                  | 13 066              | 23 331              | 28 134             | Alajuela          |
| 19.               | San Pedro Montes de Oca  | 24 519              | 26 524              | 27 599             | San José          |
| 20.               | Mercedes                 | 6 557               | 19 717              | 27 461             | Heredia           |
| 21.               | Cartago                  | 23 928              | 23 978              | 27 049             | Cartago           |
| 22.               | Chacarita                | n/a                 | 23 163              | 27 008             | Puntarenas        |
| 23.               | San Rafael de Coronado   | 5 935               | 19 198              | 26 854             | San José          |
| 24.               | Ipís                     | 25 586              | 26 155              | 26 699             | San José          |
| 25.               | Aserrí                   | n/a                 | 23 059              | 26 448             | San José          |
| 26.               | Guadalupe                | 25 506              | 23 723              | 26 408             | San José          |
| 23.               | San Juan de Tibás        | 22 415              | 24 944              | 26 205             | San José          |
| 28.               | San Rafael de Oreamuno   | 10 528              | 22 592              | 25 937             | Cartago           |
| 29.               | Patalillo                | 6 025               | 17 731              | 25 805             | San José          |
| 30.               | San Felipe               | n/a                 | 22 267              | 25 540             | San José          |
| 31.               | Patarrá                  | n/a                 | 21 374              | 24 516             | San José          |
| 32.               | El Tejar                 | 7 636               | 17 746              | 23 483             | Cartago           |
| 33.               | San Nicolás              | n/a                 | 20 171              | 23 157             | Cartago           |
| 34.               | Conceptión               | 11 058              | 18 762              | 22 714             | San José          |
| 35.               | San Pablo                | 7 401               | 17 519              | 22 571             | Heredia           |
| 36.               | Tirrases                 | 5 775               | 15 826              | 22 494             | San José          |
| 37.               | Heredia                  | 21 441              | 20 191              | 22 241             | Heredia           |
| 38.               | San Antonio              | 7 298               | 16 072              | 21 233             | San José          |
| 39.               | Cañas                    | 9 220               | 16 512              | 21 135             | Guanacaste        |
| 40.               | Calle Blancos            | 16 155              | 19 411              | 20 929             | San José          |
| 41.               | Ulloa                    | n/a                 | 17 747              | 20 456             | Heredia           |